# Cité Fayçal (Niamey)
Cité Fayçal ist ein Stadtviertel (französisch: quartier) im Arrondissement Niamey III der Stadt Niamey in Niger.

## Geographie

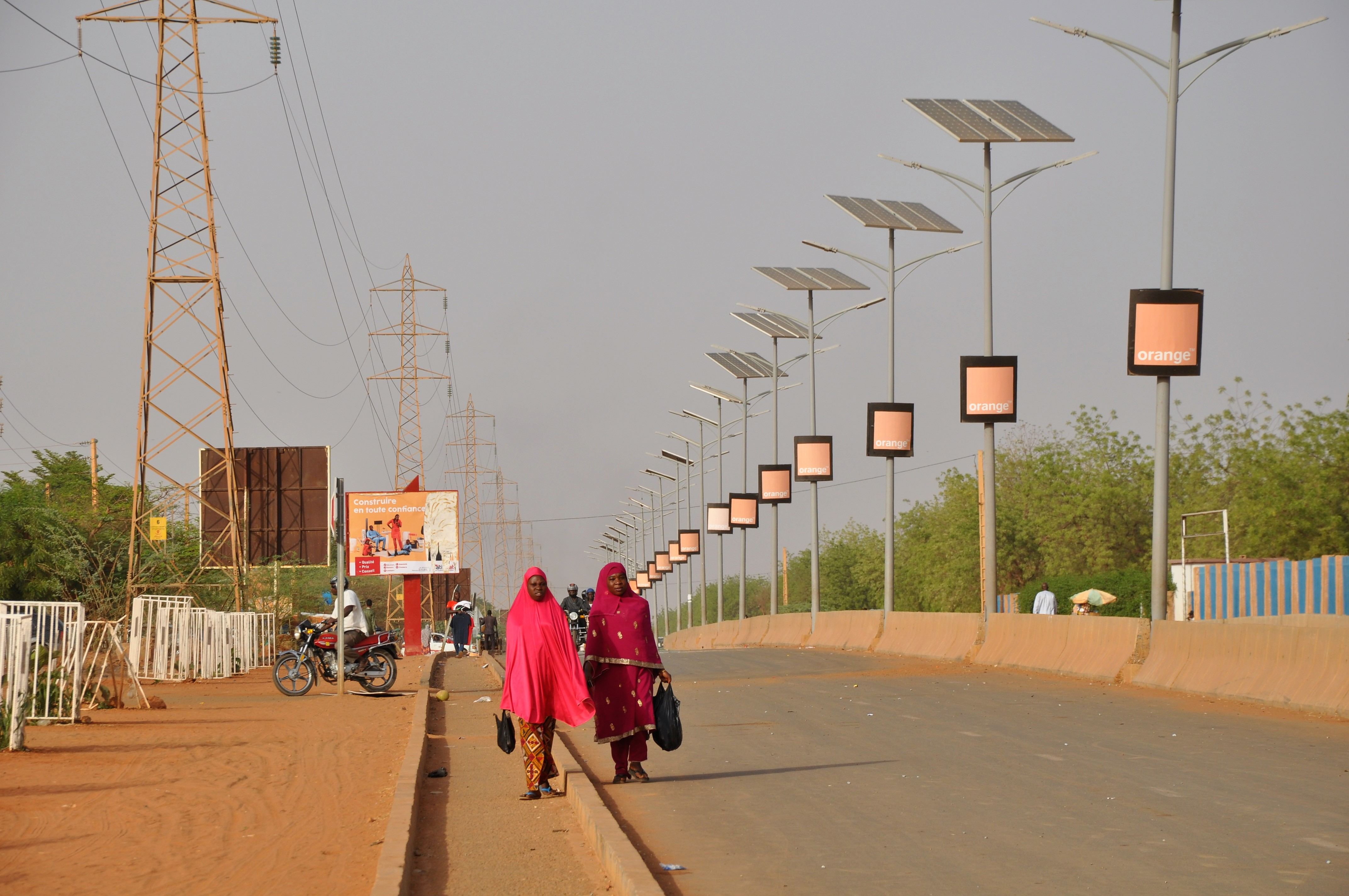
Boulevard Tanimoune mit solarstrombetriebener Straßenbeleuchtung in Cité Fayçal (2019)

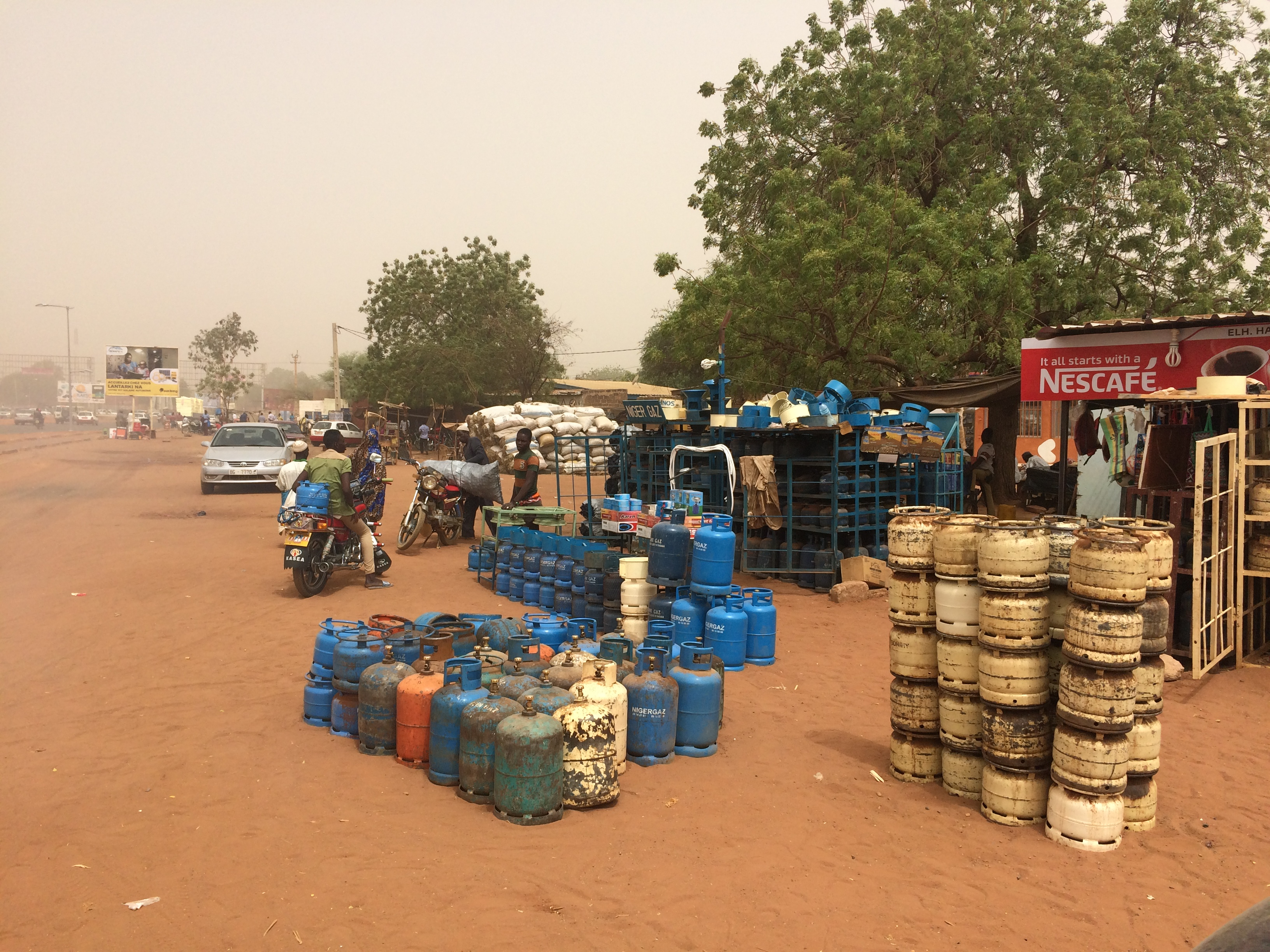
Verkauf von Gasflaschen am Boulevard du 15 Avril in Cité Fayçal (2018)

Cité Fayçal liegt im Südosten des urbanen Gemeindegebiets von Niamey. Das Stadtviertel wird von den Straßenzügen des Boulevard du 15 Avril, der Avenue de l’OUA, des Boulevard de l’Indépendance und des Boulevard Tanimoune begrenzt. Die benachbarten Stadtviertel sind Nouveau Marché im Nordwesten, Poudrière im Nordosten und Gamkalley Golley im Süden. Im Südosten grenzt Cité Fayçal an den Bahnhof Niamey und im Westen an die Garba-Hassane-Kaserne. Das Stadtviertel erstreckt sich über eine Fläche von etwa 29,5 Hektar und liegt in einem Tafelland mit einer weniger als 2,5 Meter tiefen Sandschicht, wodurch nur eine begrenzte Einsickerung möglich ist.
Das Standardschema für Straßennamen in Cité Fayçal ist Rue CI 1, wobei auf das französische Rue für Straße das Kürzel CI für Cité und zuletzt eine Nummer folgt. Dies geht auf ein Projekt zur Straßenbenennung in Niamey aus dem Jahr 2002 zurück, bei dem die Stadt in 44 Zonen mit jeweils eigenen Buchstabenkürzeln eingeteilt wurde. Diese Zonen decken sich nicht zwangsläufig mit den administrativen Grenzen der namensgebenden Stadtteile. So wird das Schema Rue CI 1 nicht nur in Cité Fayçal, sondern auch in Teilen von Poudrière angewendet.

## Geschichte
Das Stadtviertel Cité Fayçal wurde 1972 gegründet. Hier entstanden Wohnungen mittleren und gehobenen Standards für höhere Funktionäre. Cité ist das französische Wort für „Stadt“, Fayçal ist die französische Schreibweise von Faisal, des 1975 ermordeten Königs von Saudi-Arabien.

## Bevölkerung
Bei der Volkszählung 2012 hatte Cité Fayçal 1390 Einwohner, die in 210 Haushalten lebten. Bei der Volkszählung 2001 betrug die Einwohnerzahl 1593 in 246 Haushalten und bei der Volkszählung 1988 belief sich die Einwohnerzahl auf 1764 in 235 Haushalten.

## Infrastruktur
Im Stadtviertel ist mit einem Centre de Santé Intégré (CSI) ein Gesundheitszentrum vorhanden.